# Eupithecia famelica
Eupithecia famelica là một loài bướm đêm trong họ Geometridae.